# 아이스크라우클레시

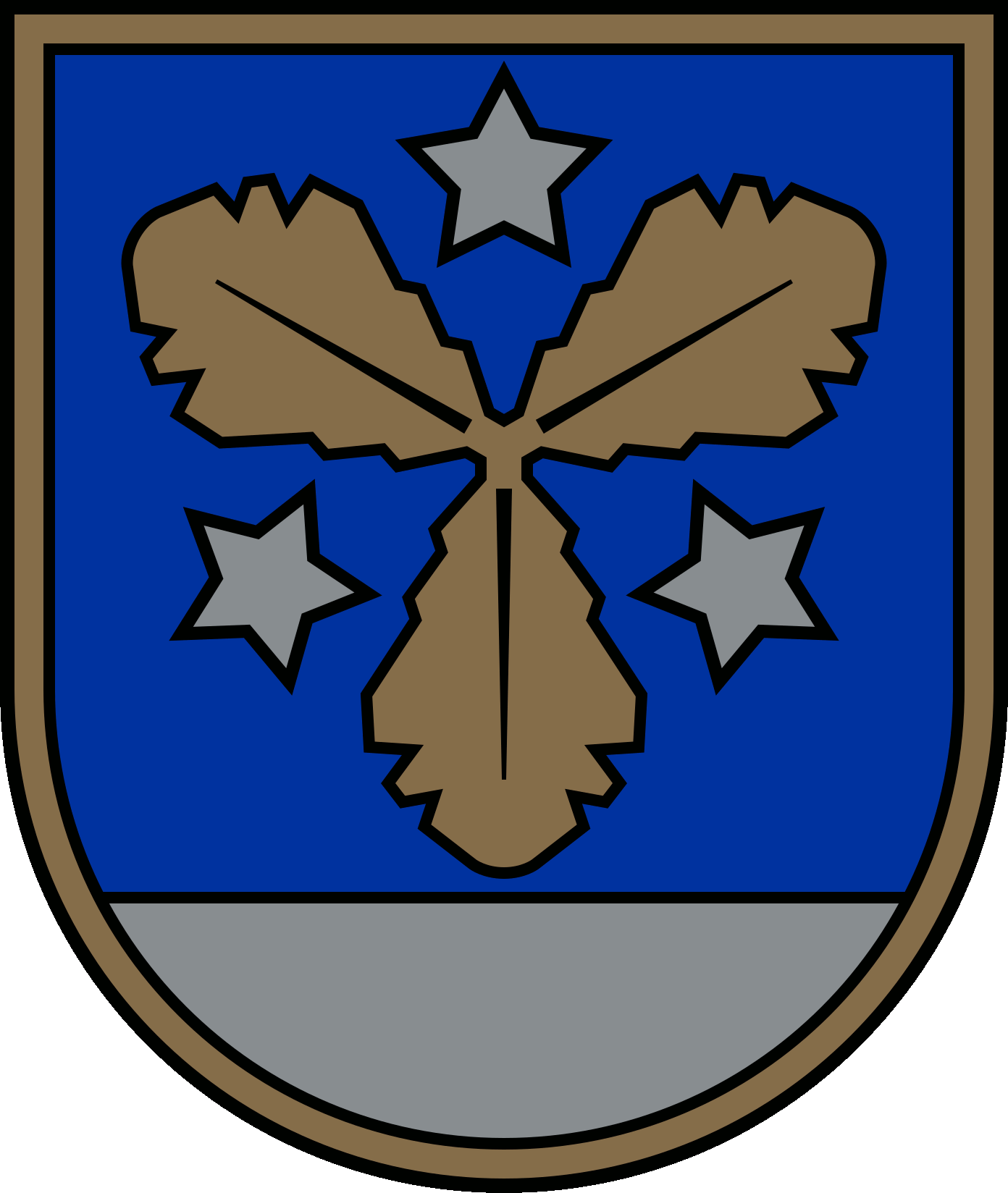
시 문장

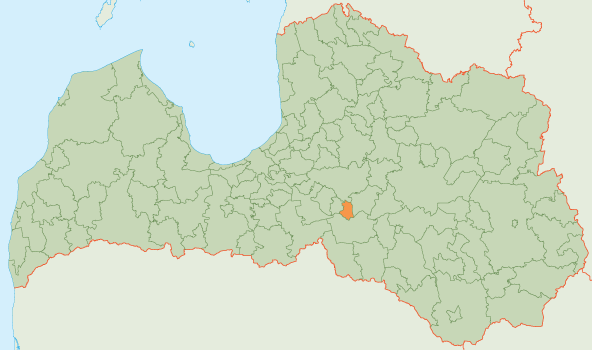
아이스크라우클레 시의 위치

아이스크라우클레시(라트비아어: Aizkraukles novads)는 라트비아의 지방 자치체로 행정 중심지는 아이스크라우클레이며 면적은 102.3km2, 인구는 10,080명(2009년 기준), 인구 밀도는 99명/km2이다. 1개 도시, 1개 교구를 관할한다.

## 같이 보기
- 라트비아의 행정 구역